# Ciro Ippolito
Ciro Ippolito (né à Naples le 27 janvier 1947) est un réalisateur  et producteur de cinéma italien.

## Biographie
Fils d'un producteur de théâtre italien, Ciro Ippolito commence sa carrière durant son enfance comme acteur dans le film Classe di ferro (it) (1957) de Turi Vasile.
En 1972 il participe au film Augustin d'Hippone (Agostino d'Ippona) de Roberto Rossellini avec qui il travaille comme assistant producteur. Au mitan des années 1960, il produit deux pièces de théâtre de Leopoldo Mastelloni (Le compagnie et Brechtomania). Toujours durant les années 1960 il participe à divers films (I misteri di Napoli, L'Abbesse de Castro, Vieni amore mio, Flavia la défroquée, Annie ou la Fin de l'innocence) comme acteur ou scénariste.
Sa première œuvre en tant que réalisateur remonte à 1979 avec le film Le monstre attaque (Alien 2 sulla Terra) sous le pseudonyme de Sam Cromwell. Son succès majeur de cette période est Lacrime napulitane (it) (présenté à la Berlinale 1980) suivi par Pronto... Lucia (it) (1982) et Zampognaro innamorato (it) (1983), tous deux de Carmelo Zappulla.
Arrapaho, un film sur la tribu amérindienne des Arapahos, fut un succès immédiat du cinéma italien. Ce film fut fait en deux semaines pour un coût de 135 millions de lires italiennes et encaissa cinq milliards.
Ippolito continue son activité de producteur cinématographique avec La Vénitienne (La venexiana, 1986), réalisé par Mauro Bolognini, et son activité de télévision avec des œuvres telles que La romana de Giuseppe Patroni Griffi, Les Indifférents (Gli indifferenti), minisérie de Bolognini, Disperatamente Giulia de Enrico Maria Salerno, Donna d'onore de Stuart Margolin, The Seventh Scroll (it) (Il settimo papiro) de Kevin Condor et Il terzo segreto di Fatima d'Alfredo Peyretti.
Durant les années 1990 il produit pour Lina Wertmüller les films Io speriamo che me la cavo et Ninfa plebea, et pour Maurizio Nichetti Palla di neve.
Le dernier film de Ciro Ippolito est Vanille et Chocolat (Vaniglia e cioccolato, 2004), une adaptation de la nouvelle homonyme de Sveva Casati Modigliani, qui obtint un franc succès.
En 2010 Ippolito a publié un livre intitulé Un Napoletano a Hollywood.

## Filmographie

### Réalisateur
- 1980 : Le monstre attaque (Alien 2 sulla Terra) (sous le pseudonyme Sam Cromwell)
- 1981 : Lacrime napulitane (it)
- 1982 : Pronto... Lucia (it)
- 1983 : Zampognaro innamorato (it)
- 1984 : Arrapaho
- 1984 : Uccelli d'Italia (it)
- 2004 : Vanille et Chocolat (Vaniglia e cioccolato)

### Scénariste
- 1978 : L'ultimo guappo
- 1978 : Napoli serenata calibro 9
- 1978 : Il mammasantissima (Big Mamma)
- 1979 : Lo scugnizzo
- 1979 : Napoli... la camorra sfida e la città risponde
- 1979 : Les Contrebandiers de Santa Lucia (I contrabbandieri di Santa Lucia) d'Alfonso Brescia
- 1980 : Alien 2 sulla Terra (Alien 2: On Earth) (producteur exécutif sous le pseudonyme Sam Cromwell)
- 1981 : Larmes napolitaines (Lacrime napoletane)
- 1983 : Zampognaro innamorato
- 1984 : Arrapaho
- 1995 : Boule de neige (Palla di neve)
- 1999 : Le Septième papyrus (Il settimo papiro), (minisérie)
- 2004 : Vanille et chocolat (Vaniglia e cioccolato)

### Producteur
- 1977 : Onore e guapperia
- 1978 : Napoli serenata calibro 9
- 1978 : Il mammasantissima (Big Mamma)
- 1979 : Lo Scugnizzo
- 1979 : Napoli... la camorra sfida e la città risponde
- 1979 : Les Contrebandiers de Santa Lucia (I contrabbandieri di Santa Lucia) d'Alfonso Brescia
- 1980 : Alien 2 sulla Terra (Alien 2: On Earth) (producteur exécutif sous le pseudonyme Sam Cromwell)
- 1981 : Larmes napolitaines (Lacrime napoletane)
- 1983 : Zampognaro innamorato
- 1984 : Arrapaho
- 1986 : La Vénitienne (La venexiana) de Mauro Bolognini
- 1988 : Les Indifférents (Gli indifferenti), (minisérie)
- 1989 : Disperatamente Giulia (minisérie)
- 1991 : Donna d'onore (Bride of Violence)
- 1992 : Ciao, Professore! (Io speriamo che me la cavo)
- 1995 : Boule de neige (Palla di neve) de Maurizio Nichetti
- 1996 : Ninfa plebea (The Nymph) de Lina Wertmüller
- 1999 : Le septième papyrus (Il settimo papiro), (minisérie)
- 2001 : Le Troisième secret de Fatima (Il terzo segreto di Fatima)
- 2004 : Vanille et chocolat (Vaniglia e cioccolato)

### Acteur
- 1957 : Classe di ferro (it) de Turi Vasile
- 1972 : Augustin d'Hippone (Agostino d'Ippona) de Roberto Rossellini
- 1974 : L'Abbesse de Castro (La badessa di Castro) d'Armando Crispino
- 1974 : Flavia la défroquée (Flavia la monaca musulmana) de Gianfranco Mingozzi
- 1976 : Annie ou la Fin de l'innocence (La fine dell'innocenza) de Massimo Dallamano
- 1979 : Napoli... la camorra sfida, la città risponde d'Alfonso Brescia
- 1979 : Larmes napolitaines (Lacrime napoletane)
- 1984 : Arrapaho

## Livres
- Ciro Ippolito, Un Napoletano a Hollwood, Naples: Casa Éditrice Tullio Pironti S.r.l., 2010, 180 pp.  (ISBN 978-88-7937-501-6)